# Machaonia brasiliensis
Machaonia brasiliensis är en måreväxtart som först beskrevs av Hoffmanss. och Alexander von Humboldt, och fick sitt nu gällande namn av Adelbert von Chamisso och Diederich Franz Leonhard von Schlechtendal. Machaonia brasiliensis ingår i släktet Machaonia och familjen måreväxter. Inga underarter finns listade i Catalogue of Life.